# Monarh
Monarh (latinski: monarcha) dolazi od grčke riječi „μονάρχης”, „monárkhēs” (od „μόνος” „monos”, "jedan, jednina", i „ἄρχω” „árkhō”, "vladati" - „ἄρχων” „arkhon”, "vođa, vladar, šef") koji se odnosi na barem nominalno apsolutnog vladara, koji je doživotno ili do abdikacije, poglavar suverene države. Monarh može obnašati najvišu vlast i moć u državi ili drugi mogu vršiti tu moć u ime monarha. Monarh obično ili osobno nasljeđuje zakonsko pravo da koristi suverena prava države (često se naziva prijestoljem ili krunom) ili se bira utvrđenim postupkom iz obitelji ili kohorte koja ispunjava uvjete za predstavljanje nacionalnog monarha. Alternativno, pojedinac se može proglasiti monarhom, što može biti podržano i legitimizirano aklamacijom, pravom osvajanja ili kombinacijom tih sredstava.
Monarsi, kao takvi, nose različite titule – kralj ili kraljica, princ ili princeza (npr. suvereni princ od Monaka), car ili carica (npr. kineski car, car Etiopije, car Japana, car Indije), nadvojvoda, vojvoda ili veliki vojvoda (npr. veliki vojvoda od Luksemburga), emir (npr. emir od Katara), sultan (npr. sultan od Omana) ili faraon.
Monarhija je političke ili sociokulturne prirode i općenito je (ali ne uvijek) povezana s nasljednom vladavinom. Većina monarha, kako povijesno tako i danas, rođeni su i odrasli u kraljevskoj obitelji (čija se vladavina tijekom određenog vremenskog razdoblja naziva dinastijom) i pripremljeni su za buduće dužnosti. Korišteni su različiti sustavi nasljeđivanja, kao što su: krvno srodstvo (muška prednost ili apsolutno), primogenitura, agnatski senioritet, salijski zakonik itd. Dok su tradicionalno većina monarha bili muškarci, vladale su i ženske monarhinje, a pojam kraljica odnosi se na vladajućeg monarha, za razliku od kraljice supruge, supruge vladajućeg kralja.
Neke su monarhije nenasljedne. U izbornoj monarhiji, monarh je biran, ali inače služi kao i svaki drugi monarh. Povijesni primjeri izbornih monarhija uključuju careve Svetog Rimskog Carstva (koje biraju prinčevi-izbornici, ali često dolaze iz iste dinastije) i slobodno izabrane kraljeve Poljsko-Litavske Unije. Suvremeni primjeri uključuju Yang di-Pertuan Agonga (doslovno 'onaj koji je postao gospodar') Malezije, kojeg imenuje konferencija vladara svakih pet godina ili nakon kraljeve smrti, i papu Rimokatoličke Crkve, koji služi kao suveren države Vatikan i bira ga kardinalski zbor na doživotni mandat.
U posljednjim stoljećima mnoge su zemlje ukinule monarhiju i postale republike. Zagovaranje vladavine republike naziva se republikanizam, dok se zagovaranje monarhije naziva monarhizam. Glavna prednost nasljedne monarhije neposredan je kontinuitet nacionalnog vodstva, kao što je ilustrirano klasičnom frazom “[Stari] kralj je mrtav. Živio [novi] kralj! ". U slučajevima gdje monarh služi uglavnom kao ceremonijalna figura (npr. većina modernih ustavnih monarhija), pravo vodstvo ne ovisi o monarhu.
Oblik vladavine može biti nasljedan, a da se ne smatra monarhijom, poput obiteljske diktature.